# ماهیچه‌های کرمی دست
ماهیچه‌های کِرمی دست (انگلیسی: Lumbricals of the hand) چهار ماهیچه کرم‌مانند هستند که خم کردن مفاصل کف‌دستی ـ بندانگشتی، و باز کردن بندهای میانی و دورینه (دیستال) را برعهده دارند.
خاستگاه آن‌ها زردپی‌های ماهیچه خم‌کننده عمقی انگشتان دست و پیوندگاه‌شان زردپی‌های بازکننده (اکستانسور) چهار انگشت جانبی دست است.
این چهار عضله از چهار شاخه زردپی ماهیچه عمقی خم‌کننده انگشتان دست (فلکسور دیژیتوروم پروفوندوس) مبدأ گرفته و هر کدام پس از عبور از کنار خارجی انگشت مربوط به خود (دوم تا پنجم) به نیام پشت انگشتی بازکننده انگشتان که سطح پشتی انگشت را می‌پوشاند؛ می‌چسبند.
عصب‌گیری آن‌ها از عصب میانی (مدین) و عصب زند زیرین (عصب اولنار) است. عصب دو عضله اول از عصب میانی و ماهیچه‌های بعدی از عصب زند زیرین تأمین می‌شود و عمل اختصاصی آنها، تا کردن انگشتان مربوط به خود در مفصل کف‌دستی‌بندانگشتی (متاکارپوفالانژال) است، پس در حرکات دست، برای گرفتن اشیاء کمک می‌کنند.

## نگارخانه

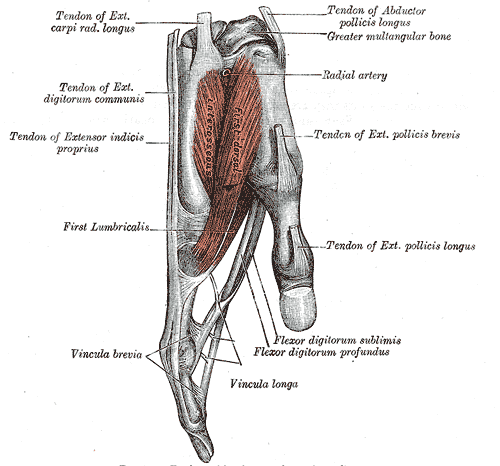
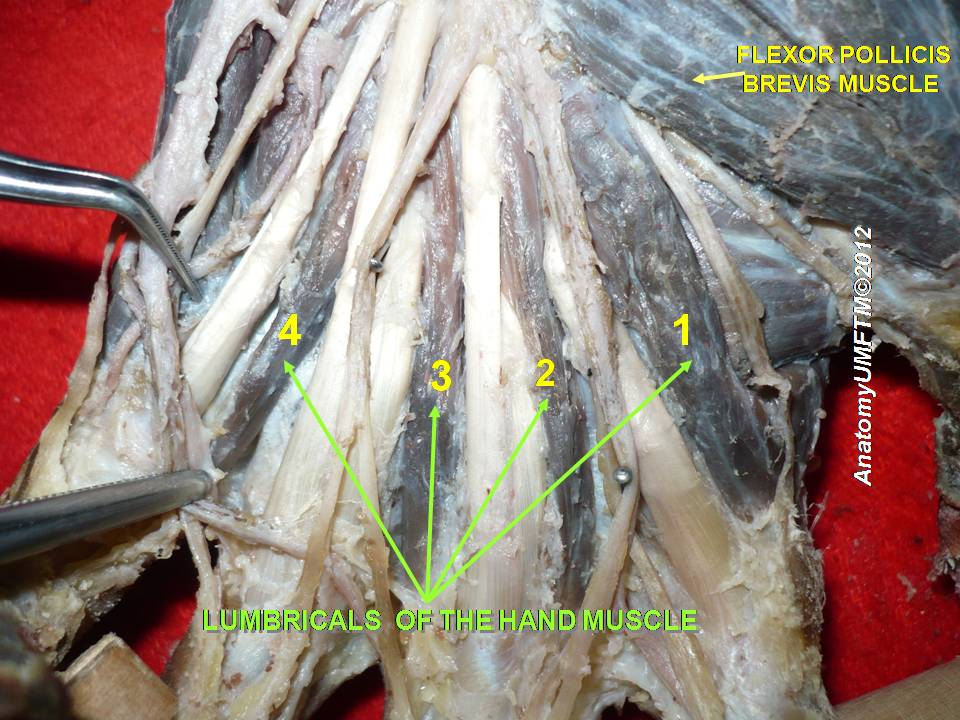
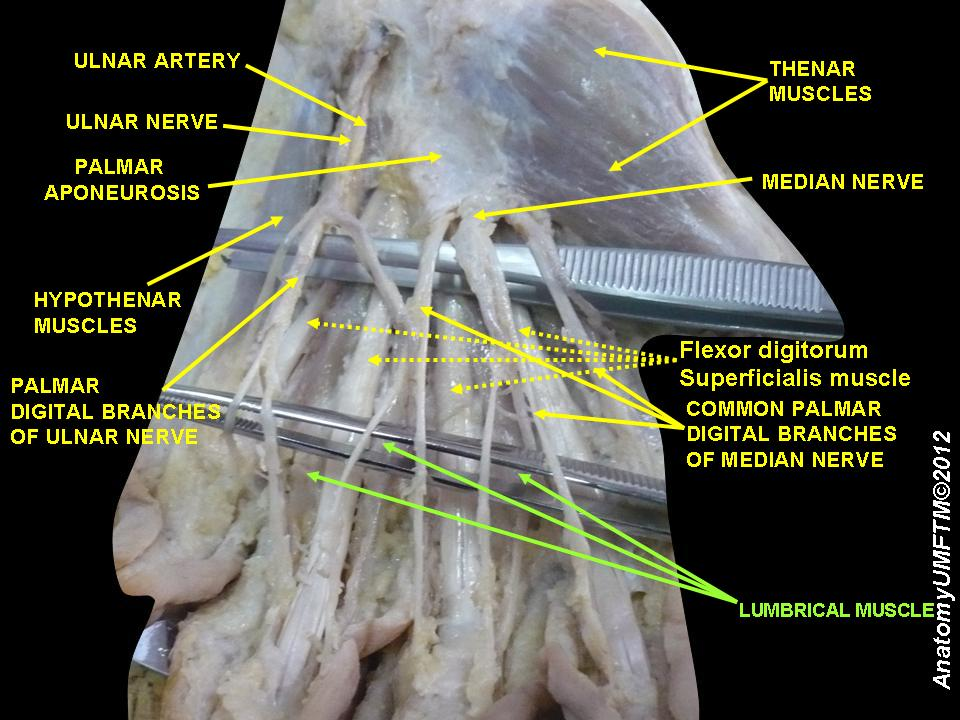
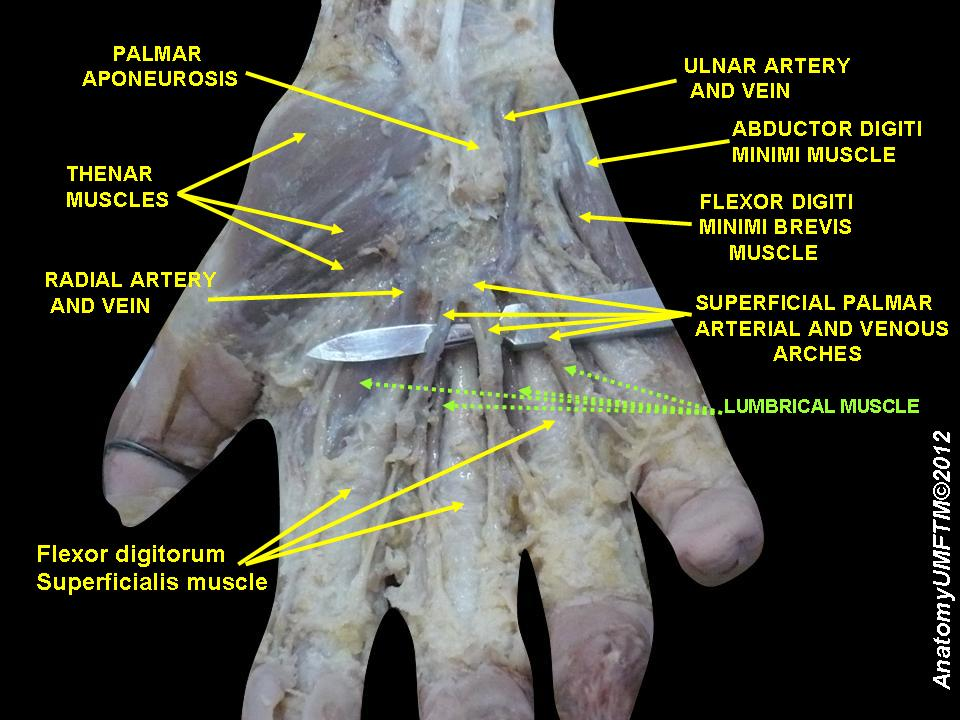
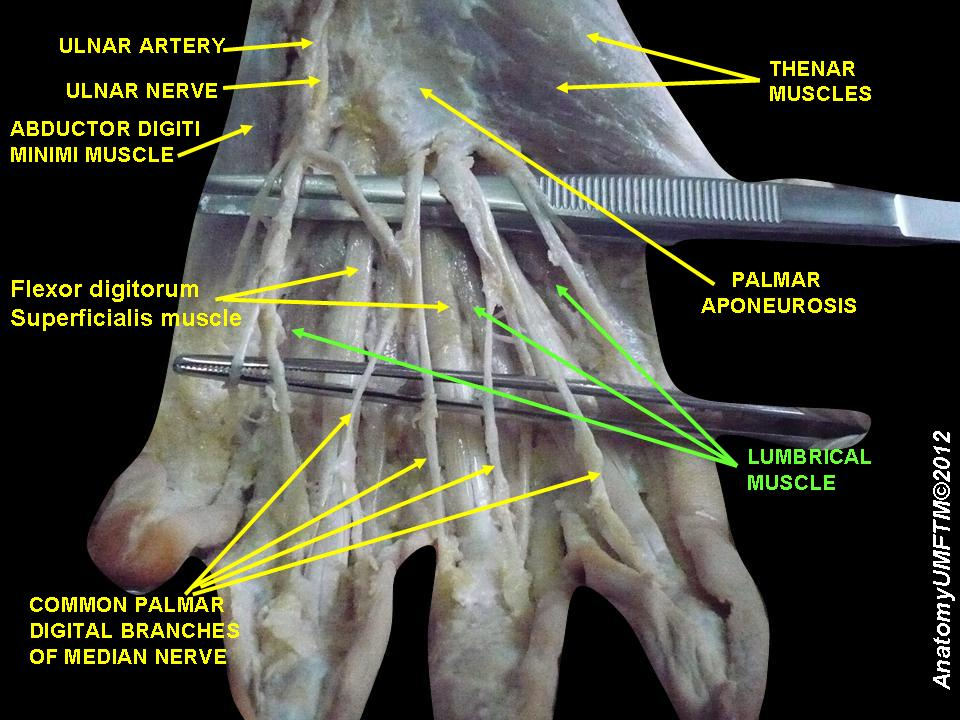
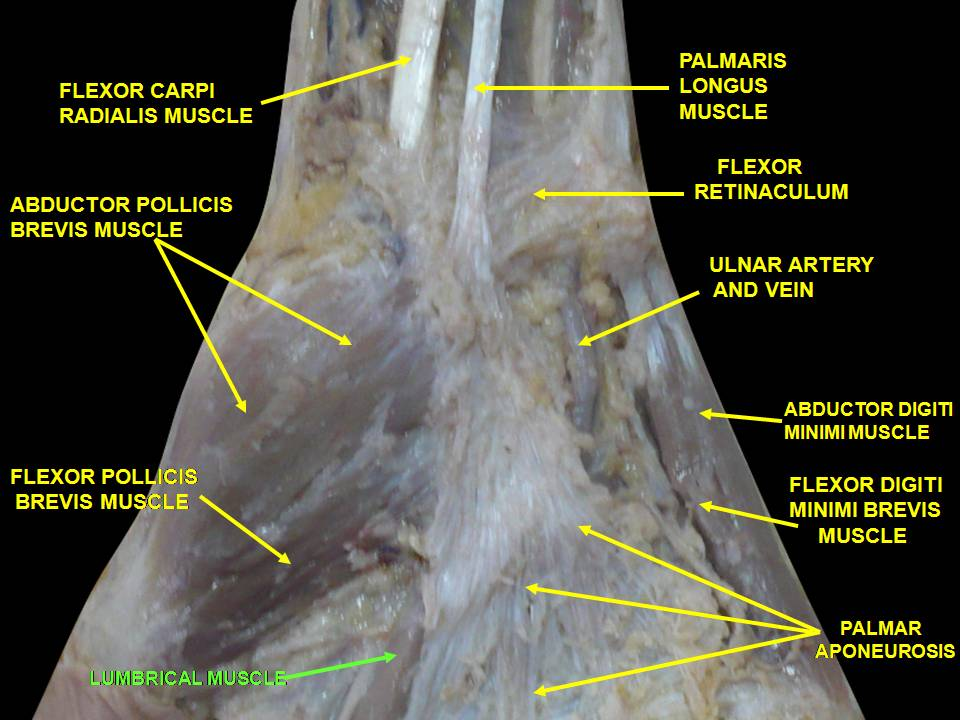
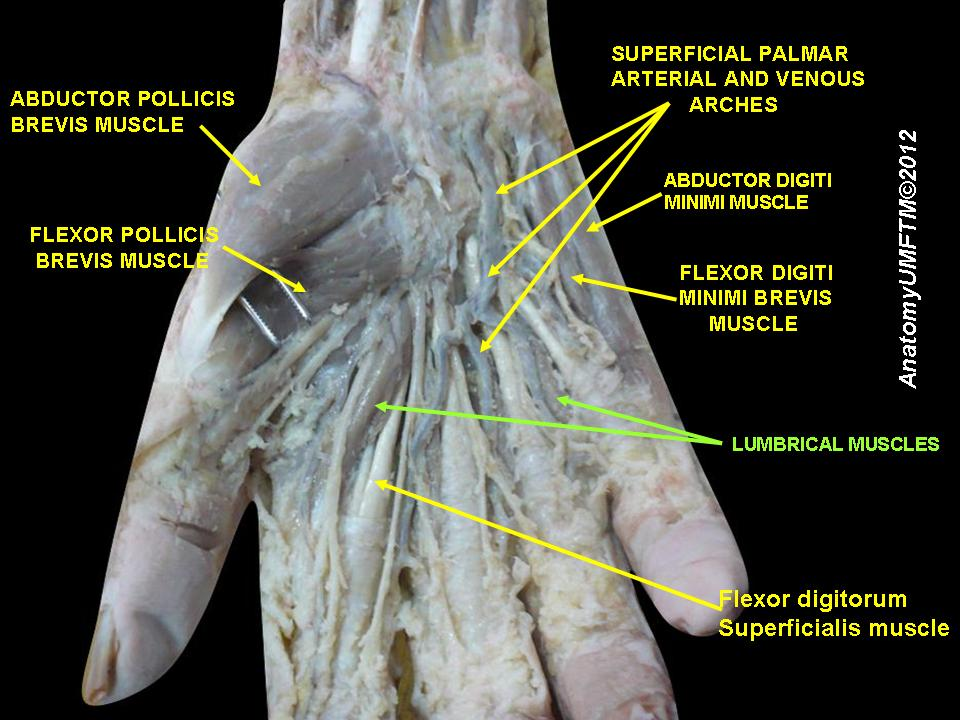
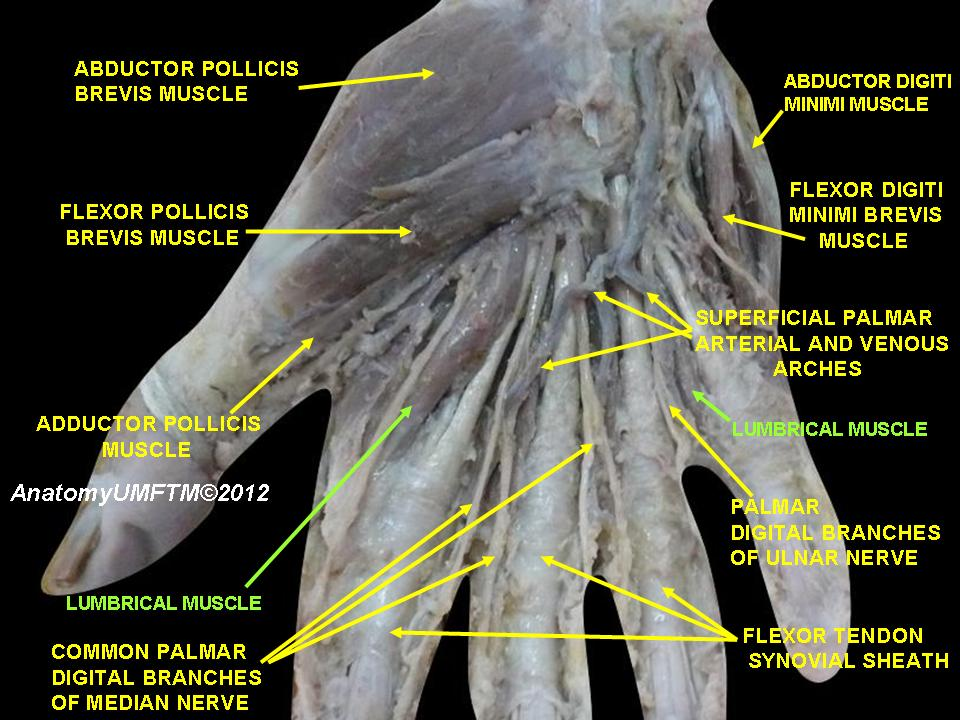
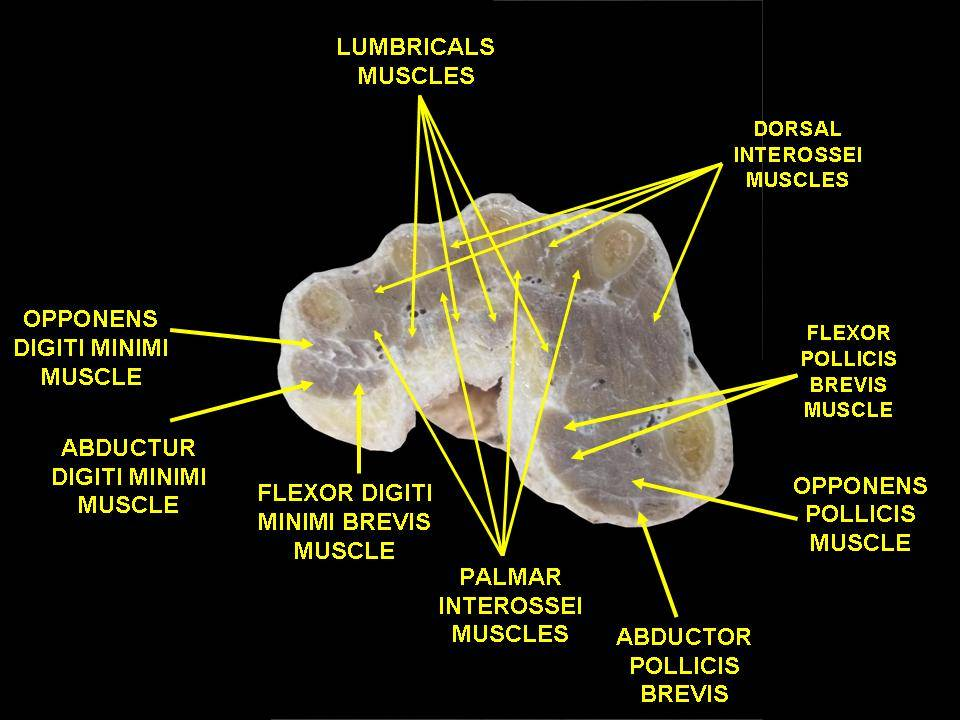
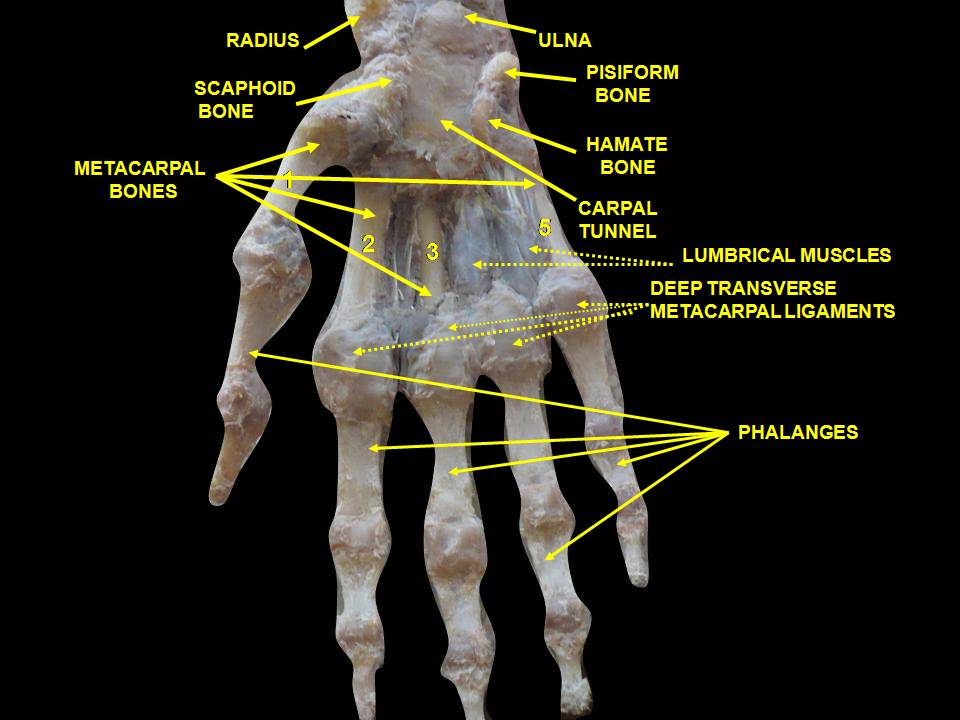
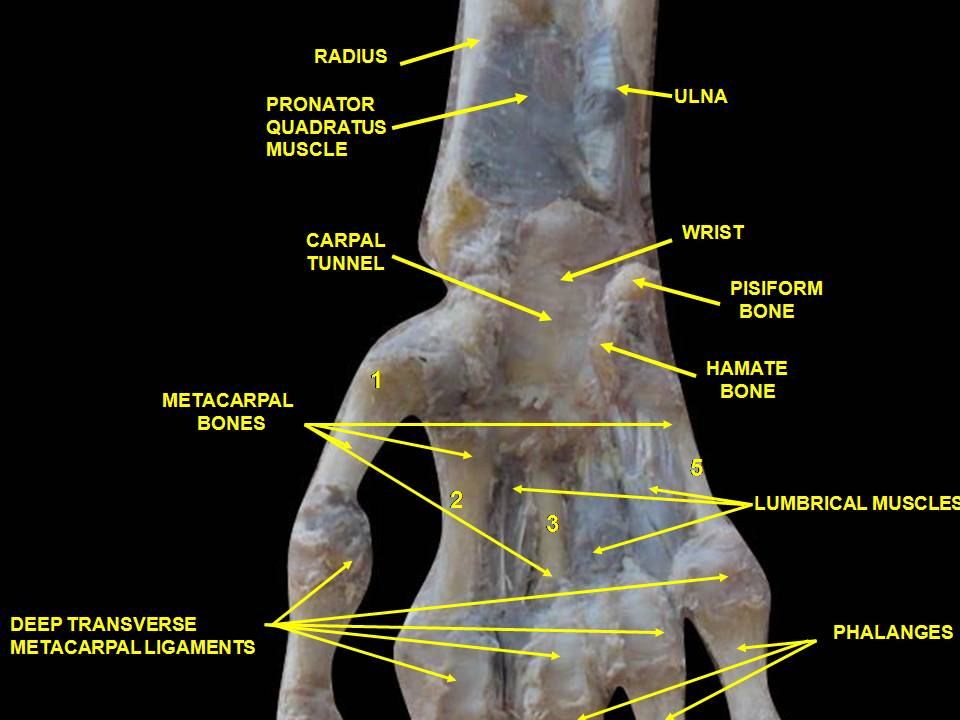
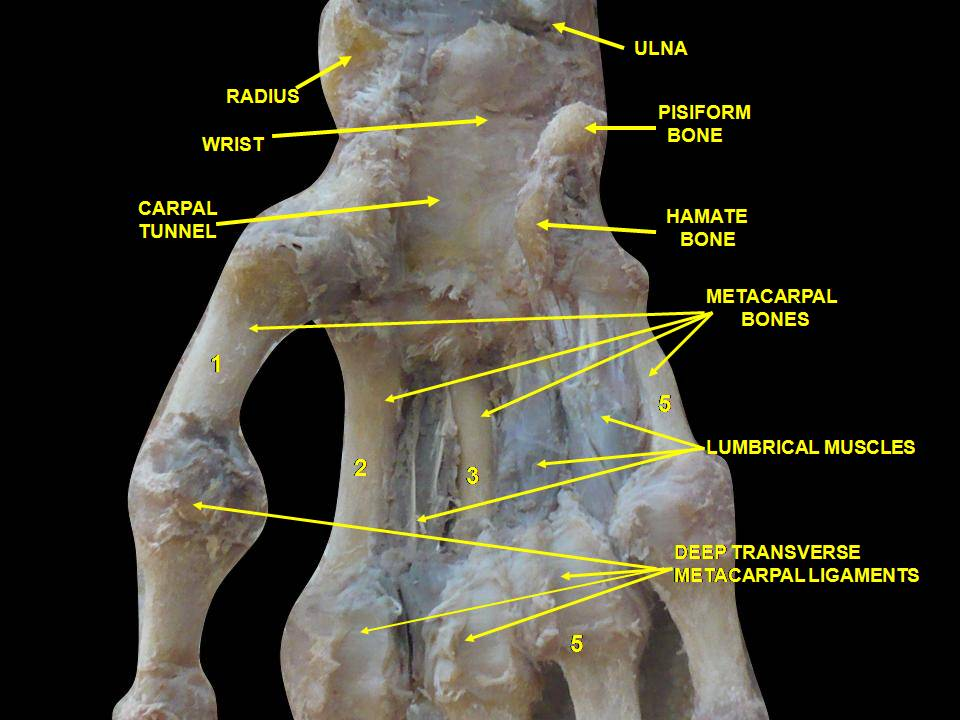